# TROIS
『TROIS』（トロワ）は、DUSTZの1枚目のオリジナルアルバム。2011年12月14日にエピックレコードジャパンから発売された。

## 収録曲
1. Toi=Moi:▽
2. spiral
4thシングル、テレビアニメ『BLOOD-C』オープニングテーマ。
3. Fantasista
Dragon Ashのカバー。アメリカのミクスチャー・ロックバンド、リンプ・ビズキットのウェス・ボーランドとジョン・オットーが参加している[1]。
4. Re:member
5. FLY
6. Orphee
7. Ca, c'est Paris! (DUSTZ Version)
2ndシングルのカップリング
8. ホシクズメイロ ～Lost in Star Dustz～
9. Border Line
10. Criez
3rdシングル
11. Break & Peace (Ver.1.3)
1stシングル
12. Brilliant Day DJ BASS Low-Life-Dogs Mix
元は2ndシングルの表題曲だが、4thシングルのカップリングとして収録されているバージョン。